# Thysanaspis perkinsi
Thysanaspis perkinsi är en insektsart som beskrevs av Sadao Takagi 1969. Thysanaspis perkinsi ingår i släktet Thysanaspis och familjen pansarsköldlöss.
Artens utbredningsområde är Taiwan. Inga underarter finns listade i Catalogue of Life.